# Aulax pallasia
Aulax pallasia là một loài thực vật có hoa trong họ Quắn hoa. Loài này được Stapf miêu tả khoa học đầu tiên năm 1912.